# Рор (Средња Франконија)
Рор (њем. Rohr) град је у њемачкој савезној држави Баварска. Једно је од 16 општинских средишта округа Рот. Према процјени из 2010. у граду је живјело 3.459 становника. Посједује регионалну шифру (AGS) 9576142.

## Географски и демографски подаци
Рор се налази у савезној држави Баварска у округу Рот. Град се налази на надморској висини од 350 метара. Површина општине износи 46,5 km². У самом граду је, према процјени из 2010. године, живјело 3.459 становника. Просјечна густина становништва износи 74 становника/km².